# Rosato Rosati (architetto)
Rosato Rosati (Montalto delle Marche, 1559 – Macerata, 1622) è stato un architetto italiano.

## Biografia
Si formò a Bologna e completò i propri studi a Roma, dove fu canonico della basilica di San Lorenzo in Damaso. Nella città papale fu molto attivo nella progettazione di edifici religiosi di gusto barocco, tra cui si ricorda la sua costruzione più significativa, la chiesa di San Carlo ai Catinari, realizzata tra il 1612 e il 1620. Lavorò anche nella sua Macerata, dove morì nel 1622; tre anni dopo venne ultimata la sua ultima opera, l'imponente chiesa di San Giovanni.